# Арсеналі (Тбілісі)
Футбольний клуб Арсеналі (Тбілісі) або просто «Арсеналі» (груз. ს.კ. არსენალი თბილისი) — грузинський футбольний клуб з міста Тбілісі.

## Хронологія назв
- 1940—1945: БЧА (Тбілісі)
- 1946—1954: БО (Тбілісі)
- 1955—1957: ОБО (Тбілісі)
- 1958—1959: СКВО (Тбілісі)
- 1960—1998: СКА (Тбілісі) (груз. არმიის სპორტული კლუბი თბილისი)
- 1998–…: «Арсеналі» (Тбілісі) (груз. არსენალი თბილისი)

## Історія
Заснований 1940 року як військовий клуб БЧА Тбілісі (Будинок Червоної Армії). Спочатку виступатку виступав у регіональних змаганнях. У 1945 році дебютував у Другій групі чемпіонаті СРСР, в якому посів 4-е місце. Також стартував у кубку СРСР, де дійшов до 1/4 фіналу. У 1946 році збірнив назву на БО Тбілісі (Будинок офіцерів). Напередодні старту сезону 1950 року відбулася реорганізація футбольних ліг СРСР, за яким «армійці» втратили місце серед найкращих команд СРСР.
Наприкінці 1950 року «Спартакі» (Тбілісі) грав у плей-оф за право виходу Клусу «Б», проте зазнав поразки в тій кампанії. У 1951 році знову виступав як «Спартак», але тепер зумів виграти плей-оф за право підвищитися в класі, й у 1952 році виступав у Другій лізі СРСР. Спочатку «армійці» виграли свою групу, а в фінальному турнірі за право виходу до Класу А посів 3-є місце. У 1953 році команду дискваліфікували зі змагань у Класі Б, але в 1954 році тбіліському колективу повернули місце в другому дивізіоні. У своїй групі посів 3-є місце. У 1955 році змінив назву на ОБО Тбілісі (Окружний Будинок Офіцерів), проте знову посів 3-є місце в своїй групі. У 1956 році у своїй групі посів друге місце, проте клубу не вистачило 2-х набраних очок, щоб потрапити до фінального турніру за право підвищитися в класі. У 1957 році команда змінила назву на СКВО Тбілісі (Спортивний клуб військового округу), виграв групу та вийшов до фінального раунду, де посів підсумкове 3-є місце. Це було останнє значуще досягнення клубу, оскільки 1958 року тбіліський клуб посів у групі 6-е місце, а наступного року — 7-у позицію. У 1960 році, після чергової реорганізації футбольних ліг СРСР, втратив можливість грати в змаганнях команд майстрів.
З 1960 року виступав під назвою СКА Тбілісі (Спортивний клуб армії) в аматорському чемпіонаті Грузинської РСР. У 1968 році виграв республіканський чемпіонат.
До 1990 року виступав у чемпіонаті Грузинської РСР. У 1994 році виступав у другій лізі. По завершення сезону 1994/95 років посів 7-е місце в плей-оф за право виходу до вищого дивізіону. Наступного сезону фінішував на 6-у місці. У сезоні 1996/97 років посів 4-е місце. А вже наступного сезону під назвою «Арсеналі» (Тбілісі) виборов путівку до Ліги Умаглесі.
У дебютному для себе сезоні в еліті грузинського футболу посів 9-е місце. У сезоні 1999/00 років спочатку посів останнє місце в групі, а потім також зайняв останню позицію в плей-оф на вибування й опустився до нижчого дивізіону.
Після цього команду розформували.

## Досягнення
- Друга ліга СРСР
  -  Бронзовий призер (2): 1952, 1957

- Кубок СРСР
  - 1/4 фіналу (1): 1945

- Чемпіонат Грузинської РСР
  -  Чемпіон (2): 1943, 1968

- Ліга Еровнулі
  - 9-е місце (1): 1999

- Кубок Грузії
  - 1/8 фіналу (1): 1998

- Ліга Пірвелі
  -  Чемпіон (1): 1998

## Стадіон
Домашні матчі проводив на тбіліському стадіоні СКА, який вміщує 2000 глядачів.

## Відомі гравці
- Ахмед Алексеров — Заслужений тренер України, Молдови, Таджикистану та Азербайджану.
- Нодар Алхаці — Заслужений тренер СРСР
- Анатолій Башашкін
- Владислав Жмельков
- Борис Січінава
- Павло Худояш

## Відомі тренери
- Реваз Дзодзуашвілі